# Fàbrica de xocolata d'Oleguer Juncosa
La Fàbrica de xocolata d'Oleguer Juncosa fou una indústria situada al carrer de Ferran, 10 de Barcelona.

## Història i descripció
Oleguer Juncosa i Arús va fundar el negoci cap al 1835, primer al carrer del Marquès de Barberà, i després al carrer de Ferran, fins que el 1854 es va instal·lar al núm. 10 d'aquest carrer, cantonada amb el passatge de Madoz, en un establiment decorat per Lluís Rigalt. Juncosa va obtenir permís de l'Ajuntament de Barcelona per a instal·lar una màquina de vapor de 2 CV al soterrani per a moure els molins, segons el projecte de l'arquitecte Antoni Rovira i Trias, i va pactar-ne les condicions amb el propietari Agustí Massana i Riera: «Este es el establecimiento mas en grande de los de su clase, pues cuenta con cuatro molinos movidos por el vapor. Fabrícase en él á más de las clases de chocolate comun y de varios precios, el de Suconusco, Naranja, Limon, Coco, Vainilla, preparado con Nata, y pastillas de chocolate de toda clase de frutas.»
A principis de la dècada del 1870, Juncosa va fer construir una nova fàbrica al carrer Gran de Gràcia, 2-4 segons el projecte del mestre d'obres Rafael de Luna, i un cop traslladada la producció, el 1873 va encarregar la redecoració de la botiga del carrer de Ferran a Josep Miravent. A la seva mort el 1881, els seus fills Pere i Jacint Juncosa i Font i Evarist Juncosa i Domènech van continuar amb el negoci sota la raó social Fills d'O. Juncosa, que va guanyar una medalla d'or a l'Exposició Universal de 1888.
El 1889, van dissoldre la societat i Pere es va quedar amb la fàbrica i va obrir una botiga a la plaça de Santa Anna (actualment avinguda del Portal de l'Àngel), associant-se amb el xocolater gracienc Jaume Camps, mentre que Evarist es va quedar amb la botiga i va fer construir una nova fàbrica al carrer de Manso, anomenada La Chocolatera. D'aquesta manera s'inicià una competència entre ambdós germans que duraria fins a començaments del segle xx, quan la fàbrica de Gràcia fou tancada i venuda a Consol Fabra i Puig.
Després de la mort d'Evarist, el seu fill Josep Maria Juncosa Pañella (†1960) constituí el 1928 la societat anònima Xocolates Juncosa, amb un capital d’1,5 milions de pessetes, que duraria fins als anys 1970. Per la seva banda, el seu germà Evarist Juncosa Pañella (†1959) va obrir una altra fàbrica al carrer de la Diputació, 114. El 1965, la família la va posar en venda, i finalment, en el seu solar s'hi va construir l'Escola Diputació.

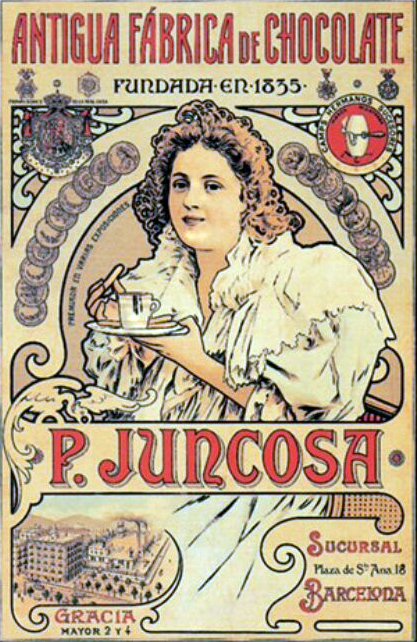
Cartell publicitari de la fàbrica de xocolata de Pere Juncosa

## Refefències
1. 1 2 3 4 5 6  Cabana, 1992.
2. 1 2 3 4 5  Fraiz Ordóñez, Jesús «La fábrica de chocolate convertida en hotel de lujo». La Vanguardia, 24-02-2022.
3. 1 2 3 4 5 6  Roset, Ramon. «La xocolata a Barcelona (i II): els magnats modernistes del cacau». Tot Barcelona, 04-12-2020.
4. ↑   Guía de forasteros en Barccelona, 2a parte, 1842, p. 15.
5. ↑   Guía general de Barcelona, 1849, p. 262.
6. ↑   Diario de Barcelona, 12-07-1854, p. 4985.
7. ↑   Diario de Barcelona, 08-04-1855, p. 2915.
8. ↑  AMCB, Q127 Obres Públiques 1506 3/1, 03-10-1854.
9. ↑  Babiano i Sànchez, 2007, p. 253.
10. ↑  AHPB, notari Ramon Taxonera, manual 1.245/16, f. 320-323, 13-09-1855.
11. ↑   El Consultor. Nueva guía de Barcelona, 1857, p. 176, 309.
12. ↑  «Gran de Gràcia 2-4. Olegario Juncosa i Arús, fill de Pedro Juncosa, demana enderrocar l'edifici i construir un de planta baixa i quatre pisos. Mestre d'obres Rafael de Luna». 6.7 Llicències d'obres particulars 1871 161.   AMDG.
13. ↑  «Gran de Gràcia 2-4. Olegario Juncosa demana llicència per a un generador». 6.8 Llicències i inspeccions industrials 1873 404.   AMDG.
14. ↑   La Imprenta (edición mañana), 21-12-1873.
15. ↑   La Publicidad, 23-07-1881, p. 2.
16. ↑   Diario de Barcelona (edición tarde), 24-02-1882, p. 2472.
17. ↑  «Pedro Juncosa i Font i Evaristo Juncosa i Domènech, gerents de Hijos de O. Juncosa, demanen permís per canviar el generador que tenen a la fàbrica de xocolata. Gran Gràcia 2-4. Enginyer mecànic Agustín Valls i Bergès». 6.8 Llicències i inspeccions industrials 64/1884.   AMDG.
18. ↑   La Exposición, 31-01-1889, p. 8.
19. ↑   Diario de Barcelona (edición mañana), 23-08-1889, p. 10398.
20. ↑   Anuario-Riera, 1896, p. 261, 457.
21. 1 2   Anuario del comercio, de la industria, de la magistratura y de la administración, 1898, p. 983.
22. ↑  «Evaristo Juncosa. Manso entre Calàbria i Rocafort. Instal·lar un generador de vapor a la seva fàbrica d'elaboració de xocolata». Q127 Foment 257 Q.   AMCB, 16-11-1889.
23. ↑   Anuario-Riera, 1908, p. 905.
24. ↑   «Necrológicas». La Vanguardia, 28-04-1960, pàg. 27.
25. ↑   Guía industrial y artística de Cataluña, 1931.
26. ↑   «Necrológicas». La Vanguardia, 22-10-1959, pàg. 25.
27. ↑  «Evaristo Juncosa. Diputació 114. Instal·lar set electromotors, un generador de vapor, un forn i una forja portàtil en una fàbrica de xocolata». Q127 Foment 3765/1922.   AMCB, 01-11-1922.
28. ↑   La Vanguardia, 17-02-1965, p. 40.